# Murray Armstrong
Murray Alexander Armstrong (* 1. Januar 1916 in Manor, Saskatchewan; † 8. Dezember 2010 in St. Augustine, Florida) war ein kanadischer Eishockeyspieler und -trainer, der von 1937 bis 1946 für die Toronto Maple Leafs, New York/Brooklyn Americans und Detroit Red Wings in der National Hockey League gespielt hat. 

## Karriere
Murray Armstrong begann seine Karriere als Eishockeyspieler bei den Regina Pats, für die er von 1931 bis 1935 in der Saskatchewan Junior Hockey League spielte. Nach einer Saison bei den Regina Victorias wechselte der Kanadier zu den New York Rovers, für die er ebenfalls nur ein Jahr lang in der Eastern Hockey League aktiv war. Anschließend wurde er von den Toronto Maple Leafs aus der National Hockey League unter Vertrag genommen, für die er bis 1939 auf dem Eis stand. In dieser Zeit erhielt er hauptsächlich Eiszeit bei deren Farmteam, den Syracuse Stars aus der International-American Hockey League.  
Am 7. Mai 1936 wurde Armstrong zusammen mit Buzz Boll, Busher Jackson, Jimmy Fowler und Doc Romnes im Tausch für Sweeney Schriner an die New York Americans abgegeben, die ihren Namen vor der Saison 1941/42 in Brooklyn Americans änderten. Während er seinen Kriegsdienst im Zweiten Weltkrieg leistete, stand er beim Armeeteam der Regina Army Caps auf dem Eis, die er gleichzeitig auch trainierte. 
Am 11. September 1943 wurden die Rechte am Spieler von den Americans an die Detroit Red Wings abgegeben, für die er bis 1946 drei weitere Spielzeiten in der NHL aktiv war. In der Saison 1946/47 spielte der Angreifer für die Buffalo Bisons aus der AHL und die Dallas Texans aus der United States Hockey League, mit denen er als Spielertrainer die Meisterschaft gewann und zudem zum wertvollsten Spieler der Saison ausgezeichnet wurde. Dies war zugleich sein letztes Jahr als aktiver Spieler. 
Nach dem Ende seiner Karriere als Spieler trainierte Armstrong zunächst von 1950 bis 1955 sein früheres Team, die Regina Pats, in der Western Hockey League. Zudem trainierte er das Eishockeyteam der University of Denver insgesamt drei Mal in der National Collegiate Athletic Association (1959–1960, 1971–1973 und 1976–1977).

## Erfolge und Auszeichnungen
- 1936 EAHL Second All-Star Team
- 1947 Herman W. Paterson Cup (USHL MVP)
- 1977 Lester Patrick Trophy